# Rafaela Requesens
Rafaela Requesens (Caracas, Venezuela, 12 de junio de 1992) es una ex dirigente estudiantil, licenciada en ciencias políticas y activista venezolana, que se desempeñó como presidente de la Federación de Centros Universitarios de la Universidad Central de Venezuela (FCU–UCV). Fue una figura central durante las protestas en Venezuela de 2017 junto con su hermano, Juan Requesens, y desde entonces ha sido una activista por la democracia prominente.

## Primeros años
Requesens cursó sus estudios secundarios en el colegio Los Riscos. Fue bailadora de flamenco durante 15 años, y quería seguir esto como carrera antes de enfrentar una lesión por sobrepeso, que finalmente resultó en una cirugía de rodilla después de un riguroso programa de ejercicios. Mientras aún bailaba, su hermano la convenció de ir a la universidad, y ella optó por estudiar ciencias políticas en la Universidad Central de Venezuela (UCV), a partir de 2010. Fue después de su lesión, que se produjo durante un año. fuera, que se interesó por la política. Dijo en una entrevista de 2017 que ir a la UCV fue "lo mejor que le había pasado". Después de tres años en la universidad, se tomó un año sabático para estudiar en el Instituto Culinario de Caracas, pero rápidamente regresó a clases en la UCV, diciendo que era porque era donde estaban sus pasiones.
También participó en las protestas venezolanas de 2014 con su hermano. En retrospectiva, ha dicho que durante estas protestas estaba "ansiosa" por salir y experimentarlo, tirando cosas sin miedo sin reconocer realmente la realidad de la situación. También dijo que cree que su movimiento estudiantil está una generación por debajo del de su hermano y que tienen algunas críticas a las protestas de 2014.
En 2015, Requesens fue secuestrada por desconocidos junto a un amigo de su hermano, Eladio Hernández. El secuestro ocurrió en el estado Táchira, por el cual su hermano acababa de ser electo Diputado, y tuvo una motivación política para alarmar o agredir al político.

## Política y movimientos estudiantiles
Requesens se convirtió en presidenta de la Federación de Estudiantes de la Universidad Central el 17 de febrero de 2017, con su plataforma Creo en la Universidad , y muy rápidamente participó activamente en protestas y política. . Se convirtió en la segunda estudiante en ocupar el puesto. Las elecciones fueron conflictivas, pero en el exterior. Unos días antes, el 14 de febrero, la justicia venezolana había ordenado la suspensión de las elecciones universitarias; las votaciones de la UCV se adelantaron "esperando enviar un mensaje" al gobierno. Además, los detractores arrojaron botes de gas lacrimógeno durante la votación, y finalmente ingresaron a un edificio con bombas de gas lacrimógeno y gasolina antes de incendiar el lugar. En 2017, la UCV contaba con 31.762 estudiantes en 11 facultades y 44 escuelas.
Requesens nombró a su hermano Juan Requesens, expresidente de la fundación estudiantil, como una de sus inspiraciones políticas. Aun así, ella ha dicho que él no fue su principal razón para ingresar a la política. Sus primeras protestas como líder estudiantil se produjeron un mes y medio después de su elección y se organizaron contra la destitución de los jueces del Tribunal Suprema de Justicia y la corrupción en las elecciones regionales. Un artículo afirma que ella "pasó de organizar actividades recreativas, como fútbol caimaneras, a liderar una generación". Este artículo le dio el epíteto de "tirapiedras", que significa "lanzador de piedras", invocando el apodo para resaltar su progresión de base.
Durante las protestas de 2017, se comprometió más con el activismo, siendo empujada con su posición de estudiante, diciendo que anteriormente se había "dejado llevar por el sentimentalismo y los ideales", pero a principios de 2017 vio cómo asesinaban a jóvenes. A modo de comparación, agregó que "a [principios] de 2018, Venezuela [estaba] mucho más tranquila", lo que era "frustrante", pero le permitía "levantarse, ir a la universidad" mientras trabajaba como estudiante política. En noviembre de 2018, Requesens concedió una entrevista donde se encontraba alojada en Madrid, diciendo que la crisis en Venezuela había provocado un éxodo de estudiantes y personal de la UCV, que estaba casi "vacía". En este punto, consideró "comatoso" el estado de la educación superior en Venezuela.
El 26 de mayo de 2017, Requesens habló en una misa en memoria de los estudiantes asesinados durante las protestas, celebrada en el Aula Magna. Más tarde, ese mismo día, habló sobre el arrepentimiento y la presión como líder, utilizando un lenguaje evocador de la guerra, diciendo que "[tú] tienes que tomar estas medidas, sabiendo que va a haber riesgos, pero que puede ser positivo para la gente que va a venir después, es difícil ver, que convocas a tus compañeros y terminan heridos por la represión del estado, es tan pésimo, porque les dijiste lo que había que hacer y se van porque son 'montar o morir' y quieren luchar por su país. Pero es tu responsabilidad y duele". Por esta época, el profesor adjunto de la UCV y político estudiantil Alfredo García dijo que él y Requesens "[no] solo participan en las protestas, sino que también brindan apoyo para darles una dirección política [a los estudiantes]".
En representación de los estudiantes de la UCV, Requesens ha tomado posiciones firmes, incluso a escala nacional e internacional. En mayo de 2018, durante el proceso de la elección presidencial, anunció que la Universidad estaría entre los organismos que no reconocían oficialmente la elección ni sus resultados como legítimos. En una declaración poco antes de las elecciones, explicó que "no existen las condiciones que le permitan pasar por el proceso [de impugnación de las elecciones] porque estamos frente a una dictadura".
En mayo de 2019, Requesens impulsó protestas estudiantiles exigiendo autonomía para las universidades. El 1 de mayo, la rectoría del campus Sucre de la Universidad de Oriente fue ocupada violentamente por chavistas que comenzaron a mutilarla. Requesens visitó el recinto en apoyo y lanzó un llamado "a la comunidad universitaria de todo el país" a protestar porque percibió que la influencia del gobierno está "tomando nuestras oficinas hoy y afectando la autonomía universitaria". También encabezó huelgas de estudiantes en la UCV en mayo de 2019 después de que la universidad declarara que las clases continuarían a pesar de una gran cantidad de muertes por las protestas venezolanas de 2019. los estudiantes de medicina de la universidad se unieron a las huelgas por sus pacientes que no podían tratar por falta de recursos. La seguridad universitaria acompañó a los estudiantes que marcharon por Los Ilustres para protegerlos de la policía y la seguridad nacional.

### Elecciones FCU-UCV 2019
En junio de 2019, durante las elecciones FCU-UCV para elegir al sucesor de Requesens, se notaron irregularidades en el proceso. Inicialmente, Requesens se preocupó por los "grupos violentos" que, en las semanas previas a la votación, comenzaron a atacar y amenazar a los estudiantes de las facultades de la universidad que mostraba más apoyo a la candidatura de Requesens. Un grupo político estudiantil en oposición al partido de Requesens afirmó a través de un tuit que no había violencia en el campus, aunque otros estudiantes tuitearon sobre el aumento de la violencia.
A pocos días de la votación, la Comisión Electoral anunció algunos cambios en el proceso, que coincidieron con el tono de otras irregularidades. Estos incluían un "calendario amañado"; permitir votar a quienes no son estudiantes; no permitir que el nombre de campaña del partido de Requesens ("Todos por la U") se use en la boleta electoral, o que se cuenten los votos con ese nombre; y amenazar a los candidatos y al personal. Requesens dijo que a pesar de las irregularidades y la politización de la Comisión Electoral, se aseguraría de que la elección se desarrollara de la manera más justa posible. Dos semanas antes de la votación, miembros de la Comisión Electoral habían sido secuestrados y sus oficinas en La Floresta fueron bombardeadas con gases lacrimógenos, en una ola de violencia creciente.
Requesens, así como los demás miembros de su partido, incluido el líder y candidato David Sosa, hicieron amplias acusaciones de que el grupo estudiantil opositor estaba involucrado en el "sabotaje" y contenía "representantes de la dictadura", y agregó que elegirlos sería elegir "muerte, presos y corrupción". Un miembro de esta oposición, el exprisionero político Sairam Rivas, habló en respuesta y dijo que era ridículo afirmar que estaban involucrados con el gobierno y que dolía que estas palabras vinieran de personas con las que han protestado y luchado contra el gobierno. Sin embargo, un expresidente de la UCV, Hasler Iglesias, dijo que la Comisión Electoral claramente le estaba dando una ventaja política a un grupo.
El día de la votación, 7 de junio de 2019, hubo violencia que impidió a cientos de votantes. Además, algunas urnas fueron sustraídas y otras incendiadas. El conteo de votos anterior incluía el 95% de las papeletas del electorado, con David Sosa del grupo de Requesens teniendo una clara ventaja; aunque se llamó a una nueva votación para los estudiantes afectados, la Comisión Electoral dijo que esto no podría afectar la victoria de Sosa. Sosa dijo que sus primeras acciones serán investigar el proceso electoral.

## Protestas de 2017

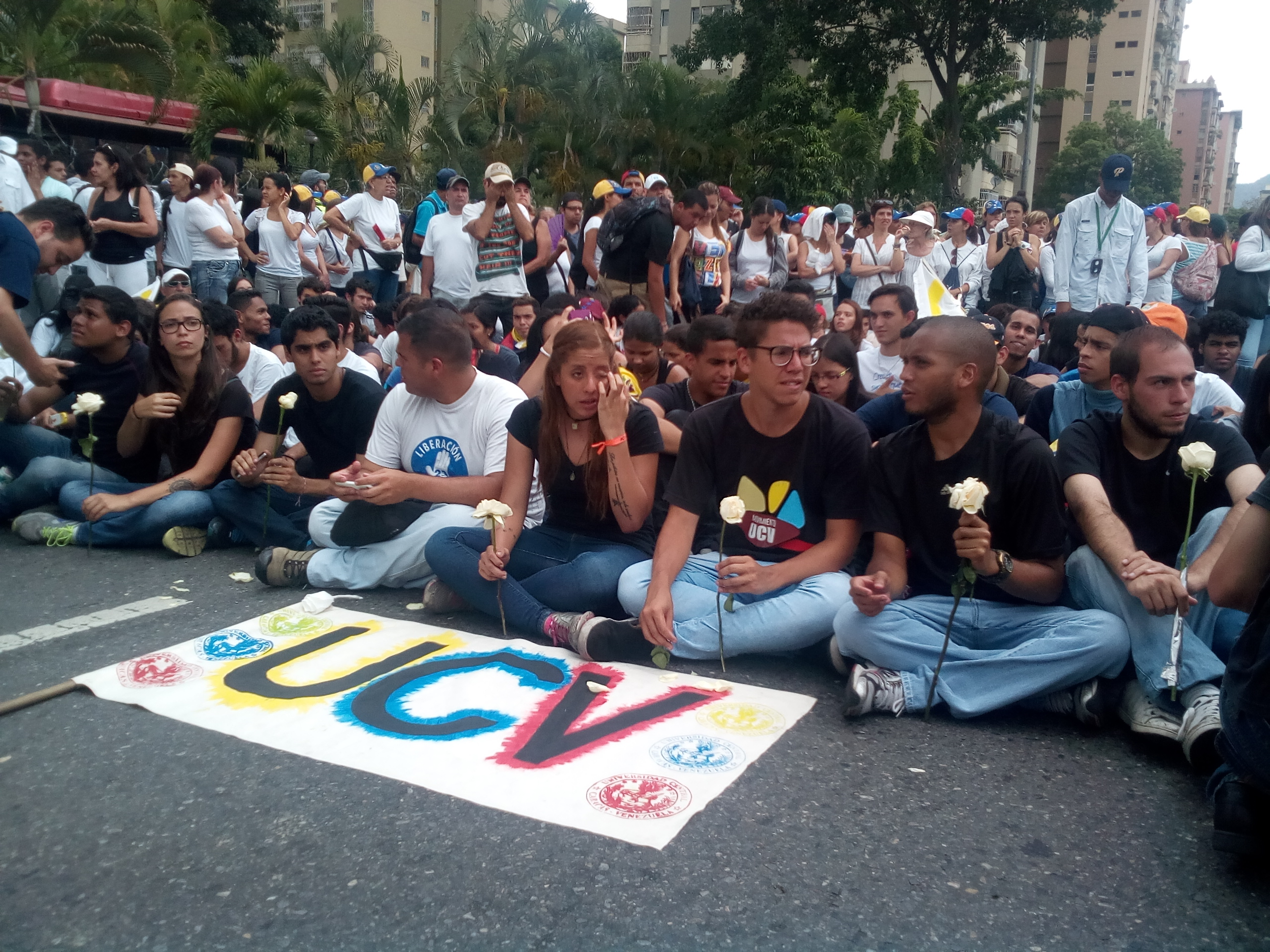
Rafaela Requesens (centro) en la Marcha del Silencio.

En junio de 2017, la Australian Broadcasting Corporation se refirió a Requesens como "el rostro del levantamiento juvenil de Venezuela". Esta mirada a las protestas constata la violencia de la Guardia Nacional Bolivariana contra los estudiantes, y cómo Requesens utilizó sus palabras más que la violencia, lo que le valió “miles de seguidores” y, a partir de ello, “se encontró liderando”. Los motivos de las protestas fueron variados, desde la pobreza en la nación hasta la reforma constitucional propuesta por Nicolás Maduro, así como el anuncio de la Asamblea Nacional Constituyente. Requesens encabezó una protesta específicamente contra estos últimos temas, diciendo que el gobierno debería cambiar en lugar de la Constitución.Incluso en julio de 2017, Requesens continuó afirmando que el gobierno "no lograría intimidar a los estudiantes"; en ese momento, las fuerzas armadas estaban contraatacando directamente en las universidades.
Requesens habló abiertamente durante varias protestas. Durante la primera semana de mayo de 2017, cuando decenas de manifestantes fueron asesinados, los estudiantes de la UCV planearon una marcha hacia el Ministerio del Interior para protestar por el “asesinato” de estas personas. Cuando la Guardia Nacional atrincheró el campus en plena marcha de ataque, arrojando gases lacrimógenos cuando los estudiantes intentaban escapar, Requesens anunció que estaban siendo tratados "como delincuentes [...] sin razón". Luego, los estudiantes realizaron una manifestación frente a la FCU en el centro del campus; los periodistas que la entrevistaron usaban el equipo de protección que se suele ver en las zonas de guerra. Fue en esta semana que la contraparte directa de Requesens, el presidente de la FCU en Universidad Territorial José Antonio Anzoátegui, fue asesinado a tiros en la oficina de su campus. El 2 de junio, la televisión estatal venezolana comenzó a grabar una protesta estudiantil de la oposición, hablando con Requesens y convirtiéndola en la primera líder de la oposición en aparecer en una transmisión estatal en mucho tiempo. En la transmisión se la vio debatir con el ministro de Comunicación, Ernesto Villegas.

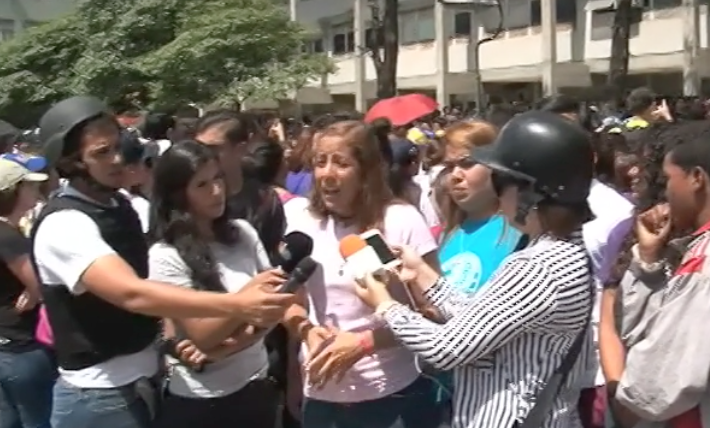
Requesens entrevistado durante protesta frente a FCU.

También fue entrevistada por Voz de América sobre una protesta a fines de junio de 2017, denominada Trancazo Nacional, organizada por la Mesa de la Unidad Democrática. Varios trancazos tuvieron lugar en este momento, incluyendo algunos organizados por estudiantes. Los trancazos crecieron e involucraron a muchos ciudadanos comunes, no solo en Caracas, sino en todo el país. Requesens lo llamó un "ejemplo positivo" del cambio que estaba tratando de traer al país, porque involucró a muchas personas diferentes en una rebelión pacífica, y celebró que durante un trancazo estudiantil, Caracas y otras ciudades habían estado efectivamente cerradas por hasta cuatro horas, debido a un esfuerzo combinado de huelgas y bloqueos de carreteras. Más trancazos se reanudaron a principios de julio de 2017, luego de otras protestas en las que 25 estudiantes fueron detenidos durante cuatro días por protestar. Estos se alargaron progresivamente en duración, aunque las protestas en este momento también cambiaron el enfoque hacia el alcance comunitario, Requesens afirmó que continuarían protestando y trabajando para hacer campaña contra el gobierno de Maduro en el referéndum del 16 de julio que rechazó la Asamblea Nacional Constituyente.
El 7 de julio, Requesens junto con otros estudiantes de la UCV manifestaron además su apoyo a esta fuerza antigubernamental, con un anuncio de la Asamblea Nacional y los partidos de oposición, así como de la propia Requesens, de que los estudiantes de la UCV estaban ayudando a organizar el referéndum público que tendría como objetivo desafiar a la nueva Asamblea Nacional Constituyente. Ella explicó:
"Nos sumamos al Movimiento de Liberación, que estará encabezado por los diferentes sectores sociales del país. Los estudiantes jugaremos un papel fundamental desde aquí hasta el 16 de julio. Actuaremos como movilizadores y promotores, llevaremos el mensaje como un grupo organizado de gente local y en las calles de todo el país".

— Rafaela Requesens, Voz de América.
Requesent describió su filosofía de liderazgo en las protestas en una entrevista, diciendo: "[tú] tienes la responsabilidad de la imagen que ven de ti. No vas a tirar nada por ahí. Puedes apoyar a todos y, para los que están al frente". , hazles sentir que estás con ellos, que no los dejas solos".

## Arresto y activismo político

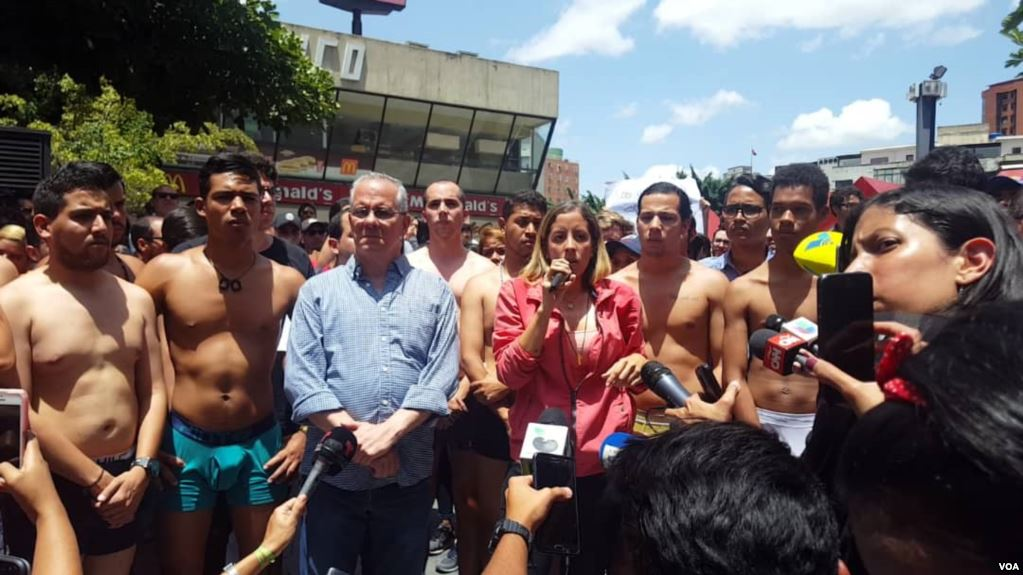
Rafaela Requesens (centro) en una protesta de agosto de 2018.

El movimiento de Requesens en la política más amplia de Venezuela se produjo en agosto de 2018, después del ataque con drones de Caracas que la arrestó junto con su hermano, en lo que se denominó un movimiento "arbitrario" para reprimir la oposición política. Fue liberada poco después. Apareció en "Week in Pictures " de Bloomberg el 9 de agosto de 2018 debido al estatus global que su posición había alcanzado repentinamente. Aunque ella misma no es diputada, Requesens está asociada con el partido Partido Justicia al que pertenece su hermano. Tras la detención, el partido emitió un comunicado urgente en el que denunció la detención de Juan y Rafaela como un "secuestro".
Fue después de este evento que Rafaela tomó otro papel de liderazgo en las protestas, exigiendo la liberación de su hermano, así como el regreso de la democracia y una nación mejorada. En los días posteriores a su liberación, Requesens habló varias veces en la Asamblea Nacional y ante los medios de comunicación sobre los problemas en Venezuela. También dijo que ella y su hermano habían sido atacados porque "el gobierno tiene miedo de los jóvenes". Con las protestas que surgieron en la nación, Requesens asumió un papel de liderazgo para organizar tales esfuerzos, pidiendo a Venezuela que se uniera. En algunas de estas protestas, como la manifestación de ropa interior en la Plaza Brión, Requesens ayudó a guiar a estudiantes y profesores de la UCV por igual.
Requesens habló en una audiencia del gobierno de los Estados Unidos sobre la situación en Venezuela el 7 de marzo de 2019 y también anunció que recibiría un premio en los honores del Día Internacional de la Mujer al día siguiente. Recibió el Premio Jeane Kirkpatrick de la Red de Mujeres por la Democracia, siendo una de las tres premiadas en 2019 (las otras fueron Liz Cheney y Lilian Tintori). En su discurso dijo que “Como mujer y joven venezolana debo seguir luchando por nuestro país […] día a día son más y más las jóvenes que dan ejemplo a los demás y se suman a esta lucha”.

## Protestas de 2019

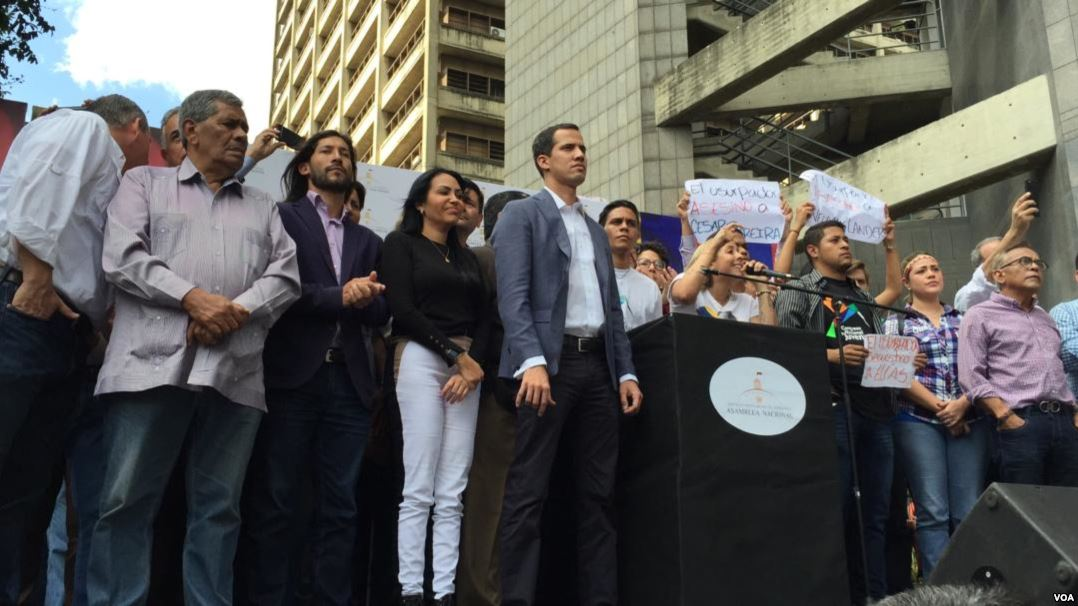
Rafaela Requesens habla el 11 de enero de 2019 en un mitin encabezado por Juan Guaidó.

Poco después de la elección de Juan Guaidó como presidente de la Asamblea Nacional, y con Maduro negándose a dimitir como presidente, Requesens dirigió a los estudiantes en una protesta copatrocinada por el partido Voluntad Popular de Guaidó, calificando a Maduro de "usurpador" y cerrando carreteras. Al día siguiente, el 11 de enero, Requesens habló en el cabildo abierto organizado como primer paso de un plan para derrocar a Maduro, donde representó a los estudiantes de Venezuela junto a Marlon Díaz. Pidió que personas de todas las afiliaciones políticas trabajen juntas y con los gobiernos extranjeros que las apoyan para "restaurar la democracia".
Hubo un mitin de jóvenes, que atrajo a manifestantes de muchas edades, realizado en reconocimiento a Guaidó en la FCU en el campus central de la UCV el 21 de enero, donde hablaron Requesens entre otros líderes estudiantiles, Guaidó y Miguel Pizarro. Entrevistado por The Guardian el 30 de enero, Requesens dijo que la oposición "no busca la confrontación" y que las protestas "no eran una pelea entre los chavistas y la oposición; [son] una pelea por Venezuela".